# Едвард Вітмор
Едвард Вітмор (англ. Edward Whittemore, 26 травня 1933, Манчестер, штат Нью-Гемпшир, США  — 3 серпня 1995, Нью-Йорк) — американський письменник, автор п'яти романів, написаних між 1974 і 1987 роками, у стилі магічного реалізму.

## Біографія

### Дитинство та освіта
Вітмор народився 26 травня 1933 року в Манчестері, штат Нью-Гемпшир. У сім'ї він був молодшим серед п'яти дітей. Закінчивши в червні 1951 року Deering High School в Портленді, штат Мен, він поступив до Єльського університету, де вивчав історію. Під час навчання працював у місцевій газеті. В університеті входив у братство «Zeta Psi». На останньому курсі був обраний в одне з найвпливовіших товариств студентів-старшокурсників — «Свиток і ключ» («Scroll and Key»).  У 1955 році очолював редакційну раду «Yale News».

### Служба
Після навчання Вітмор служив морським піхотинцем, дослужився до офіцера, і в 1958 році, в Японії був завербований ЦРУ. Закінчив прискорений курс японської мови та майже 10 років працював під прикриттям як репортер «The Japan Times». Він відвідав багато країн Європи, Крит, Єрусалим, Дальній і Середній Схід. Залишивши службу, повернувся в США. Деякий час працював в адміністрації мера Нью-Йорка Джона Ліндсея. Був двічі одружений, у шлюбі з першою дружиною у нього народилися дві дочки.
П'ятнадцять років письменник прожив в Єрусалимі — там він створив свої найвідоміші твори — чотири романи «Єрусалимського квартету». Після 1981 року письменник часто приїздив до Нью-Йорка, де жив у районі Лексінгтон-авеню, а потім на Третій авеню, продовжуючи багато працювати.

### Повернення
Після того, як Вітмор закінчив останній роман тетралогії «Єрихонська мозаїка», він повернувся до США. Проживши півроку в Нью-Йорку, письменник переїхав у фамільний особняк в Дорсеті, штат Вермонт. Його друг Томас С. Уоллес зазначає, що Едвард Вітмор «у своїх романах показує досконале знання ремесла розвідника, любов до Близького Сходу, відданість Священному місту і пристрасне бажання миру і порозуміння між арабами, євреями (так і християнами)». 

### Останні роки життя
Едвард Вітмор закінчив своє життя у злиднях, працюючи копіювальником в адвокатській конторі. Письменник помер 3 серпня 1995 року від раку простати, залишивши незавершеними свій останній роман «Sister Sally and Billy the Kid».

## Творчість
У 1974 році вийшов перший роман Вітмора «Шанхайський цирк Квіна», який критики тут же стали порівнювати з книгами Томаса Пинчона. Рецензії на роман були доброзичливі. Джером Чарін в «The New York Review of Books» зазначав, що роман — «по справжньому божевільна книга, повна загадок, істин, неправд, розумово відсталих геніїв, некрофілів, магів, карликів, циркачів, секретних агентів... чудове переосмислення історії нашого століття» .«Nation» зазначав, що «Вітмор — оманливе ясний стиліст. Якби його синтаксис був таким же примхливим , як у Пинчона, або так само відверто грандіозним, як у Набокова або Фуентеса, його пройшли майже непоміченими романи могли б привернути увагу, якого вони безумовно заслуговують»  Хоча загальні продажі були невеликими, але один літературний критик назвав «Єрусалимський квартет» «найкращою метафорою розвідки в американській прозі за останні роки». На думку журналу «Publishers Weekly (англ.)рос.», Вітмор — це «кращий невідомий романіст Америки», а роман «Нільські тіні» — «одним з самих амбітних шпигунських романів за всю історію літератури» 